# Acanthotrochus antarcticus
Acanthotrochus antarcticus is een zeekomkommer uit de familie Myriotrochidae.
De wetenschappelijke naam van de soort werd in 1981 gepubliceerd door George M. Belyaev & Alexander Mironov.